# Klasyfikacja skazanych
Klasyfikacja skazanych – podział na grupy mający zapewnić właściwe skierowanie skazanych do rodzaju i typu zakładu karnego, systemu odbywania kary. Podział ułatwia również rozmieszczenie więźniów wewnątrz placówki penitencjarnej i ma na celu zapobieganie wzajemnej demoralizacji skazanych, zapewnienie więźniom bezpieczeństwa, stosowanie odpowiednich dla każdej grupy metod i środków oddziaływania.
Klasyfikacji skazanych dokonuje się ze względu na (art. 82 § 2 kkw):
- płeć
- wiek
- uprzednie odbywanie kary pozbawienia wolności
- umyślność lub nieumyślność czynu
- czas pozostałej do odbycia kary pozbawienia wolności
- stan zdrowia psychicznego i fizycznego, w tym stopień uzależnienia od alkoholu, środków odurzających lub psychotropowych
- stopień demoralizacji i zagrożenia społecznego
- rodzaj popełnionego przestępstwa.

Podstawą klasyfikacji są badania osobopoznawcze.
Klasyfikację skazanych stanowią również:
- treść podlegającego wykonaniu orzeczenia
- uzasadnienie orzeczenia
- przekazane przez sąd informacje dotyczące osoby skazanego
- wyciąg z poprzednich akt wykonawczych skazanego
- orzeczenie psychologiczno – penitencjarne.

Organami klasyfikującymi skazanych są:
- sąd
- komisja penitencjarna.

Sąd, wydając wyrok skazujący na karę pozbawienia wolności, może określić w wyroku rodzaj i typ zakładu karnego oraz system terapeutycznego wykonania kary.
Zmiana określonego w wyroku rodzaju i typu zakładu, a także orzeczonego systemu terapeutycznego wykonania kary może być orzeczona tylko przez sąd penitencjarny (art. 74 § 1 kkw).

## Grupy i podgrupy klasyfikacyjne
Według regulaminu wykonania kary pozbawienia wolności – rozdział 8, § 53:
Rodzaje zakładów karnych oznacza się literami
- dla młodocianych – M
- dla odbywających karę po raz pierwszy – P
- dla recydywistów penitencjarnych – R
- dla odbywających karę aresztu wojskowego – W.

Typy zakładów karnych oznacza się cyframi
- typu zamkniętego – 1
- typu półotwartego – 2
- typu otwartego – 3.

System wykonania kary oznacza się literami
- programowanego oddziaływania – p
- terapeutyczny – t
- zwykły – z.

Skazany, który powinien być skierowany do zwykłego systemu odbywania kary, ale przez szczególne okoliczności został skierowany do innego systemu (regulaminu wykonania kary pozbawienia wolności § 52 ust. 2) – U.